# Franciszek Gil
Franciszek Gil (ur. 4 grudnia 1917 w Kielnarowej, zm. 12 września 1960 w Szczecinie) – polski pisarz i reportażysta. Ukończył gimnazjum we Lwowie, a następnie podjął studia z zakresu prawa i orientalistyki na Uniwersytecie Jana Kazimierza. Zajmował się problemami polskiej wsi. Opublikował głośny tekst w sprawie antysemickich nastrojów w środowisku uniwersyteckim Lwowa (Świadectwo dojrzałości i pozwolenie na broń). Współpracował z "Kuźnią Młodych", "Sygnałami", "Dziennikiem Ludowym". W latach 1939–1941 współpracował z "Czerwonym Sztandarem". Po wojnie publikował w "Odrodzeniu". W Szczecinie znajduje się ulica Franciszka Gila. Pochowany został na cmentarzu Centralnym w Szczecinie, kwatera 20d.

## Twórczość wybrana
- Żniwo wielkiej reformy (1946)
- Ziemia i morze (1954)